# Club Deportivo Balonmano Aula
Club Deportivo Balonmano Aula, zuvor Club Deportivo Balonmano Aula Cultural, (deutsch: Handballsportclub Aula Cultural) ist ein Handballverein aus Valladolid in Spanien.
Aus Sponsoringgründen tritt der Verein unter dem Namen Caja Rural Aula Valladolid an, zuvor auch als Aula Alimentos de Valladolid.

## Geschichte
Der Verein wurde im Jahr 1996 gegründet. Bis zum Jahr 2013 spielte der Verein in der División de Honor Plata, der damaligen zweiten spanischen Liga. Seit der Saison 2013/2014 spielt der Verein in Spaniens erster Liga, der División de Honor. Seit der Saison 2022/2023 tritt das Team unter dem Namen Caja Rural Aula Valladolid an.
2019 und 2021 wurde die Mannschaft Zweite in der Copa de la Reina.

## Name
Der Namensbestandteil Aula Cultrural stammt von der Non-Profit-Organisation Associació Aula Cultural. Der Sponsorenname stammt von der Bank Caja Rural de Zamora.

## Heimspielstätte
Heimspielstätte des Vereins ist der Polideportivo Huerta del Rey.

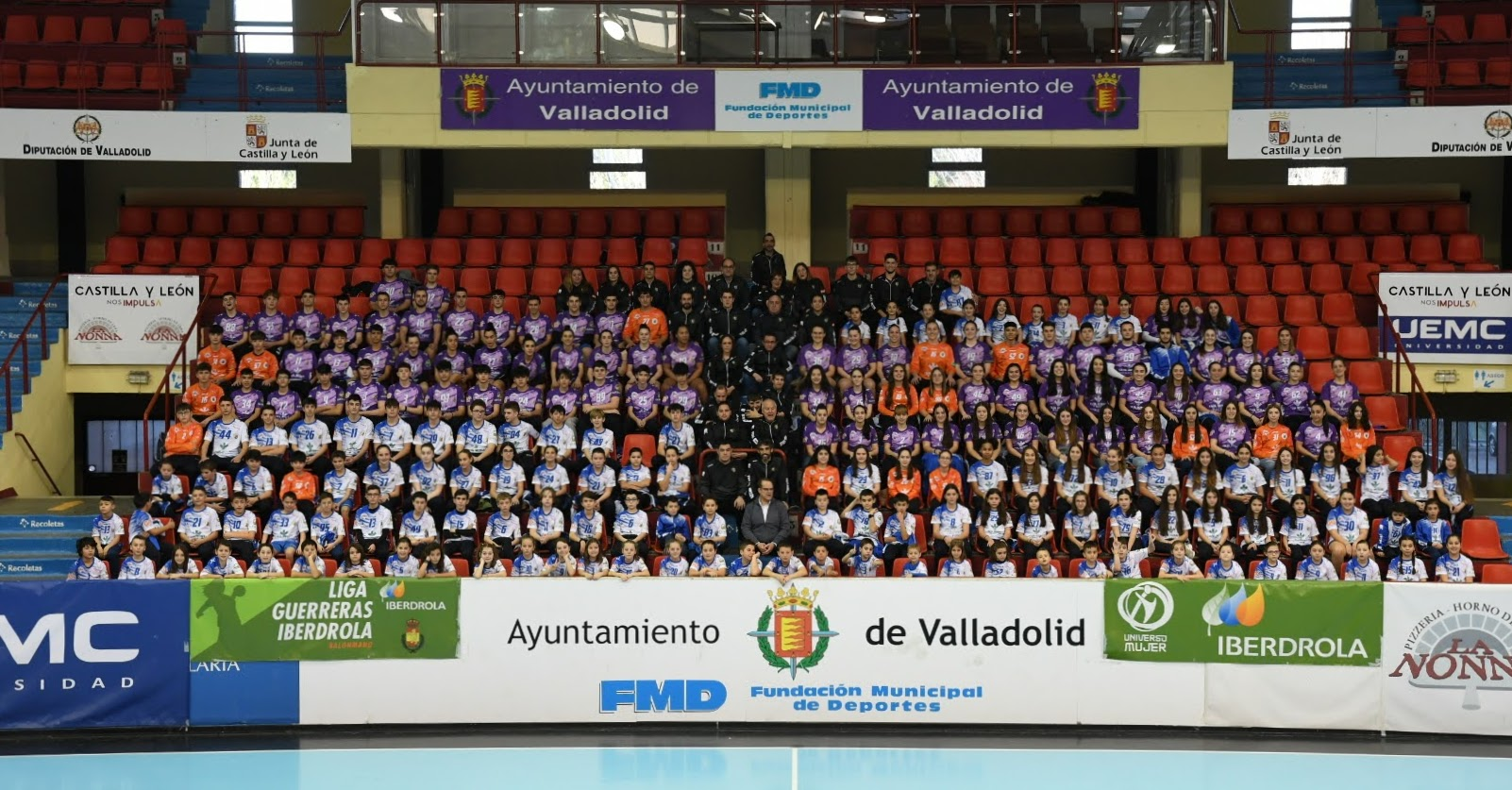
Mannschaften des Vereins (2023)

## Spielerinnen
Im Verein spielten Silvia Arderíus (2015–2017), Elisabet Cesáreo (2013–2019), Alicia Fernández Fraga (2014–2015) und Amaia González de Garibay (bis 2017, seit 2020).
siehe Handballspielerinen des Club Deportivo Balonmano Aula

## Trainer
Miguel Ángel Peñas trainierte die Mannschaft bis zum Ende der Saison 2023/2024 in der División de Honor. Er hatte das Amt 15 Jahre lang inne, davon elf Jahre in der División de Honor.

## Männerhandball
In Valladolid ist auch der Club Deportivo Balonmano Atlético Valladolid beheimatet, in dem Männerhandball gespielt wird.